# Зарічний район
Зарічний район — один з двох районів міста Суми. Населення — 151 221 особа (2001).
Район немає власного органу самоврядування. З часу закінчення повноважень Зарічної та Ковпаківської районних рад 23-го скликання у місті Суми, було ухвалено не утворювати на території Ковпаківського та Зарічного районів міста Суми представницьких органів відповідно з рішенням Сумської міської ради від 4 жовтня 2000 року.

## Населення

### Мовний склад
Рідна мова населення за даними перепису 2001 року:
| Мова            | Чисельність, осіб | Доля    |
| --------------- | ----------------- | ------- |
| Українська      | 113 737           | 75,21 % |
| Російська       | 33 179            | 21,94 % |
| Білоруська      | 158               | 0,11 %  |
| Вірменська      | 69                | 0,05 %  |
| Румунська       | 19                | 0,01 %  |
| Польська        | 14                | 0,01 %  |
| Німецька        | 12                | 0,01 %  |
| Інші/Не вказали | 4 033             | 2,66 %  |
| Разом           | 151 221           | 100 %   |